# Sân bay Jorge Enrique González
Sân bay Jorge Enrique González (IATA: SJE, ICAO: SKSJ) là một sân bay ở San José del Guaviare, Colombia. Sân bay này có 1 đường băng dài 1493 m bề mặt nhựa đường.

## Các hãng hàng không và các tuyến bay
Hiện có các hãng hàng không sau đang hoạt động ở sân bay này:
- SATENA (Bogotá)